# Гай над Марибором
Гай над Марибором (на словенски: Gaj nad Mariborom) е село в Словения, Подравски регион, община Марибор. Според Националната статистическа служба на Република Словения през 2002 г. селото има 212 жители.